# Arap Bethke
Ricardo Arap Bethke Galdames (Nairobi, 12 de março de 1980), mais conhecido como Arap Bethke, é um ator queniano de nacionalidade mexicana. 

## Biografia
Arap Bethke nasceu em 12 de março de 1980 no Quênia. O nome Arap Bethke significa "O filho de Bethke" na língua Kalenjin, a língua africana do país onde nasceu. Seu pai, Claus Bethke, é colombiano-alemão e sua mãe, Patricia Galdames, é chilena.
Aos 5 anos e por motivos de trabalho do pai, sua família mudou-se para o México. Ele estudou o ensino médio no Peterson College. Ele mora no México até os 20 anos. Ele decide concluir sua universidade na Austrália.

## Filmografia

### Telenovelas
| Ano       | Título                             | Personagem                      |
| --------- | ---------------------------------- | ------------------------------- |
| 2025      | Juegos de amor y poder             | Roberto Roldán Martínez         |
| 2024      | Fugitivas, en busca de la libertad | Alejandro Castillo "El Abogado" |
| 2023      | Juego de mentiras                  | César Ferrer Gómez              |
| 2022      | Mujer de nadie                     | Alfredo Terán                   |
| 2021      | Buscando a Frida                   | Martín Cabrera                  |
| 2016      | Eva la trailera                    | Pablo Contreras                 |
| 2015-2016 | Tanto amor                         | Bruno Lombardo Iturbide         |
| 2013-2014 | Corazón en condominio              | Rodolfo Cortina                 |
| 2012      | Amor cautivo                       | Fernando Bustamante Arizmendi   |
| 2011-2012 | El octavo mandamiento              | Iván Acosta                     |
| 2009-2010 | Los Victorinos                     | Victorino Gallardo              |
| 2008-2009 | Doña Bárbara                       | Antonio Sandoval                |
| 2007-2008 | Madre Luna                         | Demetrio Aguirre                |
| 2006      | Tierra de pasiones                 | Roberto "Beto" Contreras        |
| 2004-2005 | Soñar no cuesta nada               | Roberto                         |
| 2002-2003 | Clase 406                          | Antonio "Chacho" Mendoza Cuervo |

### Cinema
- No se aceptan devoluciones (2013) ..... Abogado de Valentín Bravo
- Enamorándome de Abril (2015) .... Fernando....Antagonista
- Un dulce olor a muerte (1999) ....Lucio
- Amateur
- Antes que amanezca
- La mirada de la ausencia (1999) ....Rocker

### Series
| Ano       | Título                              | Personagem / Episódio                                               |
| --------- | ----------------------------------- | ------------------------------------------------------------------- |
| 2019      | La usurpadora                       | Facundo Nava                                                        |
| 2017-2018 | La piloto                           | John Lucio                                                          |
| 2014-2017 | Club de Cuervos                     | Juan Pablo Iglecias                                                 |
| 2014      | Señora Acero                        | Gabriel Aldana "Muñeco Cruz                                         |
| 2010      | Decisiones extremas                 | Episodios: Falsa inocencia, A imagen y Semejanza, Soltera sin culpa |
| 2010      | Los caballeros las prefieren brutas | Manuel Carmona (Episodio 5 - Invitado especial)                     |
| 2010      | La diosa coronada                   | Genaro Castiblanco                                                  |
| 2009      | El duelo                            | Rodrigo Ballesteros                                                 |
| 2007      | Decisiones                          | Episodio: A la tercera va la vencida, crema y nata                  |
| 2007      | RBD, la familia                     | Álvaro (Episodio 3 - El que quiera azul celeste... que se acueste!) |
| 2007      | Ugly Betty                          | Antonio                                                             |
| 1997      | Mi generación                       | Rodrigo                                                             |